# Metehan Altunbaş
Metehan Altunbaş (* 7. Januar 2003 in Eskişehir) ist ein türkischer Fußballspieler.

## Karriere
Altunbaş wurde in der Jugend von Eskişehirspor ausgebildet. Sein Debüt für die Profimannschaft gab er am 10. Spieltag der Zweitliga-Saison 2018/19, als er gegen İstanbulspor eingewechselt wurde, er war zu diesem Zeitpunkt 15 Jahre alt. Damit reiht er sich ein in die Statistik der jüngsten im professionellen Spielbetrieb eingesetzten Fußballspieler. In der Saison 2018/19 kam er zu fünf Zweitligaeinsätzen für Eskişehir. In der Saison 2019/20 absolvierte er neun Spiele in der 1. Lig und erzielte dabei ein Tor.
Im Januar 2021 wechselte Altunbaş zum österreichischen Bundesligisten LASK, bei dem er einen bis Juni 2024 laufenden Vertrag erhielt. Bei den Oberösterreichern sollte er jedoch zunächst für das zweitklassige Farmteam FC Juniors OÖ zum Einsatz kommen. Im März 2021 stand er im ÖFB-Cup gegen den Wolfsberger AC erstmals im Kader der ersten Mannschaft. In jenem Spiel gab er auch sein Debüt für den LASK. In der Saison 2020/21 kam er zu drei Einsätzen in der Bundesliga und zwei im Cup für den LASK, zudem absolvierte er für die Juniors acht Partien in der 2. Liga.
In der Saison 2021/22 gehörte er nur noch dem Kader der Juniors OÖ an, für die er 25 Zweitligaspiele machte, in denen er dreimal traf. Nach der Saison 2021/22 zog sich das Team aus der 2. Liga zurück, woraufhin er in den Kader des nun drittklassigen Nachfolgers LASK Amateure OÖ rückte. Für die LASK Amateure spielte er zweimal in der Regionalliga, ehe Altunbaş im August 2022 in seine Heimat zurückkehrte und sich dem Zweitligisten Adanaspor anschloss.